# Hala Pamięci Czang Kaj-szeka
Narodowa Hala Pamięci Czang Kaj-szeka (chiń. upr. 国立中正纪念堂; chiń. trad. 國立中正紀念堂; pinyin Guólì Zhōngzhèng Jìniàntáng) – budynek w centrum Tajpej, w dzielnicy Zhongzheng, wzniesiony ku pamięci prezydenta Republiki Chińskiej Czang Kaj-szeka.
Hala Pamięci leży we wschodniej części kompleksu o powierzchni ok. 250 tys. m² i otoczona jest parkiem. W zachodniej części znajduje się brama, od której wychodzi szeroka ścieżka, prowadząca do Narodowej Hali Pamięci. Na terenie kompleksu mieści się także Teatr Narodowy i Narodowa Sala Koncertowa.
Hala Pamięci stoi na trzech piętrach kwadratowych fundamentów. Czworokątny, biały budynek ma 70 m wysokości. Ośmiokątny dach budowli pokryty niebieskimi dachówkami zwieńczony jest złotym wierzchołkiem.
Do głównego wejścia prowadzą dwa rzędy schodów po 89 stopni, które reprezentują wiek Czang Kaj-szeka w czasie jego śmierci. W głównej hali znajduje się jego brązowy pomnik. W najniższej części budynku znajduje się biblioteka i muzeum poświęcone życiu Czang Kaj-szeka, a także eksponaty związane z historią i rozwojem Tajwanu. Przy wejściu do Hali Pamięci co godzinę odbywa się honorowa zmiana warty.

## Historia
W czerwcu 1975 roku, dwa miesiące po śmierci Czang Kaj-szeka, zadecydowano o budowie Narodowej Hali Pamięci Czang Kaj-szeka. W konkursie wybrano projekt architekta Yang Cho-chenga, zawierający wiele tradycyjnych elementów charakterystycznych dla chińskiej architektury. Prace budowlane rozpoczęto 31 października 1975 roku, czyli dokładnie w datę urodzin Czang Kaj-szeka. Oficjalnego otwarcia dokonano w dniu piątej rocznicy śmierci byłego prezydenta – 5 kwietnia 1980 roku.
19 maja 2007 roku prezydent Chen Shui-bian ogłosił zmianę nazwy budowli na Narodowa Hala Pamięci Demokracji Tajwanu (國立台灣民主紀念館, Guólì Táiwān Mínzhǔ Jìniànguǎn) i wbrew masowym protestom nakazał usunąć inskrypcje z bramy wejściowej. 22 marca 2008 na prezydenta wybrano Ma Ying-jeou, kandydującego z ramienia Kuomintangu, który zobowiązał się do przywrócenia starej nazwy, poprzedniego wystroju Hali oraz usuniętych z budynku napisów. Oficjalnie, nazwę Narodowa Hala Pamięci Czang Kaj-szeka przywrócono 21 sierpnia 2008 roku.